# Olav Bjaaland
Olav Bjaaland (ur. 5 marca 1873 w Morgedal, zm. 8 czerwca 1961) – norweski mistrz narciarstwa i jeden z pierwszej piątki, która zdobyła biegun południowy podczas ekspedycji Roalda Amundsena.

## Życiorys
Urodził się w małej miejscowości w regionie Telemark. Pod koniec stulecia Bjaaland, wraz z braćmi Hemmestveit, należał do czołówki narciarstwa norweskiego. W 1902 wygrał zawody w kombinacji norweskiej podczas Holmenkollen ski festival. W 1909 Bjaaland, wraz z piątką innych, został zaproszony do Francji, aby konkurować z najlepszymi zawodnikami Europy.
Podczas tej wyprawy Bjaaland spotkał Roalda Amundsena, który zaproponował mu udział w zbliżającej się wyprawie na biegun północny. Bjaaland był tym faktem przejęty; w przekonaniu że kierują się na biegun północny, ekspedycja opuściła Oslo 7 czerwca 1910. Gdy zdał sobie sprawę, że w rzeczywistości podążają na biegun południowy aby wyprzedzić Scotta, Bjaaland zawołał: Hurra, to znaczy że będziemy tam pierwsi!.
Bjaaland był wykwalifikowanym stolarzem; przed wyprawą zmniejszył wagę sań kupionych w Oslo (Scott także kupił podobne sanie, ale nigdy ich nie modyfikował) z 88 kg do 22 kg, bez zmniejszenia ich wytrzymałości. Podczas wyprawy na biegun Bjaaland często biegł na czele, wyprzedzając psie zaprzęgi. Był zdolny do biegu w taki sposób, że ślady przez niego pozostawiane były niemal prostymi liniami. Po tym, jak wrócili z udanego podboju bieguna, Bjaaland otrzymał propozycję odkrycia wraz z Amundsenem Przejścia Północno-Wschodniego, ale ją odrzucił.
W 1912 Bjaaland otrzymał medal Holmenkollen, jedno z najwyższych odznaczeń, jakie narciarz może otrzymać. W późniejszych latach wrócił do Telemarku i dzięki pieniądzom pożyczonym od Amundsena otworzył fabrykę nart.
Podczas Zimowych Igrzysk Olimpijskich 1952 w Oslo Bjaaland zapalił znicz olimpijski.
Zmarł w wieku 88 lat w 1961, jako ostatni z piątki zdobywców bieguna południowego.